# Peter Mueller
Peter Alan Mueller (Madison, Wisconsin, 27 juli 1954) is een voormalig Amerikaans schaatser en huidig schaatscoach van de Hongaarse schaatsbond. Hij is binnen de schaatswereld een kleurrijk figuur met grote successen, maar soms ook controverse. Tot seizoen 2013/2014 was hij coach van Team CBA met onder andere de Nederlandse sprinter Lars Elgersma.

## Biografie

### Schaatser
Peter Mueller is de zoon van Duitse ouders die in 1953 uit Polen naar Amerika emigreerden. Peter Mueller was als schaatser een sprinter wiens grootste succes de gouden medaille op de 1000 meter van de Winterspelen van 1976 in Innsbruck was. Omdat in 1976 de 1000 meter voor het eerst op het Olympisch programma stond, werd Mueller de eerste olympisch kampioen op deze afstand. De andere internationale successen die Mueller boekte waren de bronzen en zilveren medaille tijdens de wereldkampioenschappen sprint van 1976 en 1977. Zijn laatste optreden als schaatser was de 1000 meter tijdens de Winterspelen van 1980 in Lake Placid.

### Schaatscoach
Na zijn actieve schaatsloopbaan werd Mueller schaatscoach. Hij werd onder meer bondscoach van Oostenrijk, Duitsland, Frankrijk, de VS, Nederland en Noorwegen. In de decennia die volgden boekte de Amerikaan een aantal grote successen. Zo boekte hij Olympische successen met Bonnie Blair (tweemaal goud) op de Winterspelen van 1992, Dan Jansen (goud op de 1000 meter) op de Winterspelen van 1994, Marianne Timmer (tweemaal goud) en Jan Bos (zilver) op de Winterspelen van 1998. Daarnaast werden de schaatsers aan zijn zijde vijfmaal wereldkampioen sprint en werd Gianni Romme wereldkampioen allround.
Peter Mueller stond en staat bekend om zijn "Mueller effect"; veel schaatsers boeken onder zijn leiding vaak een grote progressie die echter na 1 à 2 seizoenen is uitgewerkt. Hij legt als coach de nadruk op motivatie en een hoge trainingintensiteit en pusht zijn pupillen in trainingen tot het randje en soms tot over het randje waardoor veel van zijn schaatsers overtraind geraakt zijn.

### KNSB
Op advies van Gerard van Velde werd Mueller in 1996 door de KNSB in de arm genomen als sprintcoach. Destijds was het sprinten in Nederland een ondergeschoven kindje en Mueller kreeg de taak daar verandering in te brengen. Al snel bereikte hij goede resultaten. Onder zijn leiding werd onder meer Jan Bos wereldkampioen sprint en behaalde Marianne Timmer twee olympische titels. Ironisch genoeg raakte de carrière van Gerard van Velde in het slop. Van Velde had destijds grote moeite met de overstap van vaste schaatsen naar klapschaatsen.
Mueller kon de worstelende Van Velde technisch niet verder helpen en van Velde miste de Spelen in Nagano, waarna Mueller slechts nog aandacht had voor de schaatsers uit zijn ploeg die wel naar de spelen gingen. Van Velde: "Een heel seizoen lang kreeg ik geen technische adviezen. Ik zat er maar een beetje bij te kijken". Van Velde besloot na dat rampseizoen te stoppen met schaatsen.

### SpaarSelect
In 1999 werd hij coach bij de commerciële schaatsploeg SpaarSelect. In het begin had hij daar veel succes met schaatsers als Gianni Romme. In het voorjaar van 2000 voerde hij achter de rug van zijn schaatsers geheime gesprekken met concurrent DSB. Deze actie maakte een deuk in het vertrouwen tussen hem en de rijders, hoewel het hem wel de gewenste salarisverhoging opleverde. Voor Jan Bos was het echter een reden om bij Spaarselect te vertrekken, naar DSB. Volgens hem was 'het kunstje' van Mueller uitgewerkt. Tot ieders verrassing trouwde Mueller in 2001 tijdens een vakantie in Las Vegas met Marianne Timmer die op dat moment onder Sijtje van der Lende trainde. Vervolgens introduceerde hij haar bij zijn eigen ploeg, de sponsor van zijn schaatsploeg. Hoewel de schaatsers zich hevig verzetten, drukte de dominante Mueller de komst van zijn echtgenote door.
In maart 2002 werd Mueller ontslagen, nadat de Olympische Spelen in Salt Lake City teleurstellend waren verlopen voor zijn ploeg. Mueller toonde zich vol onbegrip over zijn ontslag, maar zijn schaatsers Romme en Wennemars stelden dat zijn aanpak gewoonweg niet meer werkte en dat ze behoefte hadden aan nieuwe prikkels. In mei 2002 werd Mueller coach bij de schaatsploeg VPZ.

### VPZ
Ook bij VPZ volgde al snel het oude patroon. Al binnen een half jaar stapte Marieke Wijsman uit de ploeg. Wijsman die een zware rugblessure had, had zich afgemeld voor wereldbekerwedstrijden in Azië. Hoewel Mueller hier aanvankelijk mee instemde zette hij Wijsman enkele weken later alsnog onder druk om voor wereldbekerwedstrijden naar Azië af te reizen. Wijsman weigerde hierop in te gaan en reageerde emotioneel: "Als op deze manier mijn plezier in de sport wordt ontnomen, heeft het weinig zin door te gaan. Dit is heel pijnlijk." Na een seizoen vertrok Mueller bij VPZ, waar hij werd opgevolgd door Jakko Jan Leeuwangh.

### Bondscoach Noorwegen
Mueller werd in 2003 bondscoach van Noorwegen. Al snel boekte hij ook hier succes en zette daarmee schaatsland Noorwegen weer op de kaart na een jarenlange succesarme periode. Tijdens de WK Afstanden van 2005 in Inzell werden Even Wetten en Rune Stordal onder de hoede van Mueller wereldkampioen op respectievelijk de 1000 en 1500 meter. Dit was het eerste Noorse mondiale succes in drie jaar, na de bronzen medailles van Lasse Sætre en Ådne Søndrål op de Winterspelen van 2002 in Salt Lake City.
Helaas voor Mueller waren er ook in Noorwegen incidenten rond zijn functioneren. In 2007 werd door een regionale schaatsploeg en enkele belangrijke schaatsers om zijn aftreden gevraagd, nadat volgens hen Reidar Borgersen door Muellers trainingsmethoden ernstig overtraind geraakt was. Bovendien had Mueller de schaatsster Mari Hemmer een "lui dikkertje" genoemd en weigerde hij haar te coachen tijdens het WK afstanden, door tijdens haar 3000 meterrit demonstratief op de tribune te gaan liggen. Uiteindelijk betekende dit conflict nog niet dat Mueller moest vertrekken als coach. Wel kreeg hij een waarschuwing van de bond en werd zijn contract aangepast; er werden ethische richtlijnen opgenomen met betrekking tot de bejegening van zijn pupillen. Dit weerhield hem er echter niet van om Rikke Jeppson een jaar later zodanig te beledigen dat zij en haar trainer besloten een officiële klacht in te dienen bij de nationale bond. Mueller had Jeppson tijdens een wedstrijd een schande voor het schaatsen genoemd en publiek geroepen dat ze niet in het pak van Noorwegen thuishoorde. De bond beschouwde het incident echter als niet dusdanig ernstig dat Mueller in het openbaar excuses moest maken. Men schreef zijn woorden toe aan zijn "Amerikaanse manier van reageren". Het conflict met Mari Hemmer kreeg echter twee jaar nadien nog een staartje toen hij in conflict kwam met Maren Haugli. Maren Haugli stapte begin 2008 al op uit de trainingsgroep van Peter Mueller samen met Mikael Flygind Larsen, Dag Erik Kleven en haar broer Sverre Haugli.
Vanaf seizoen 2007/2008 trainde Mueller naast de Noren ook de Duitse schaatsster Claudia Pechstein. Onder Muellers leiding wist de 36-jarige in Moskou bij wereldbekerwedstrijden zowel de 1500m als de 5000m op haar naam te schrijven. Op het EK Allround 2009 in Thialf behaalde Pechstein haar derde titel. Vooraf had Mueller aangekondigd dat als een van zijn schaatsers de titel zou halen, zijn lange haar eraf mocht.
Op 23 november 2009 werd Mueller ontslagen door de Noorse schaatsbond wegens een vertrouwensbreuk die ontstond toen Maren Haugli een klacht had ingediend wegens seksuele opmerkingen van Mueller jegens haar.

### De laatste jaren
In augustus 2010 werd bekend dat hij trainer wordt van Shani Davis in een nieuwe Noorse ploeg met Joel Eriksson en Daniel Friberg.
Het seizoen daarop voegden Håvard Bøkko en Hege Bøkko zich ook officieel bij het Team CBA. Hierna werd Mueller bondscoach van Hongarije; van Konrad Nagy om vanaf december 2016 Pechstein weer bij te staan, op haar verzoek. Samen met Gijs Esders en enkele andere potentiële schaatsers wil Mueller een commercieel team opbouwen.
Vanaf seizoen 2021/2022 is hij coach van onder meer de Duitse sprinters Joel Dufter, Nico Ihle en Moritz Klein.

## Privéleven
Muellers eerste huwelijk was met de Amerikaanse schaatsster Leah Poulos; Poulos was tweevoudig wereldkampioene sprint en drievoudig winnares van het zilver op de Olympische Spelen. In augustus 2001 trouwde hij met Marianne Timmer, een huwelijk dat eindigde in 2003. Op 28 juni 2014 trouwde Mueller in Key West met de Noorse journaliste Hanne Skjellum.

## Op dun ijs
In 2005 verscheen de biografie van Peter Mueller. Het boek, "Op Dun IJs" (ISBN 90-77072-92-6) geschreven door Maarten Scholten, verhaalt over de jeugd van Mueller en zijn juniorentijd met onder andere Eric Heiden. Zijn succesjaren als schaatser worden betrekkelijk kort aangestipt; het boek gaat vooral over zijn jaren als coach van diverse teams. De toonzetting van het boek is ten opzichte van zichzelf verdedigend en ten opzichte van zijn schaatsers op sommige momenten opvallend aanvallend. Zo levert hij forse kritiek op onder meer Erben Wennemars, Annamarie Thomas en Jakko Jan Leeuwangh.

## Records

### Wereldrecords laaglandbaan (officieus)
| Nr. | Afstand    | Tijd    | Datum            | Baan    |
| --- | ---------- | ------- | ---------------- | ------- |
| 1.  | 1000 meter | 1.19,71 | 29 november 1975 | Berlijn |
| 2.  | 1000 meter | 1.19,62 | 30 november 1975 | Berlijn |

## Resultaten
| Jaar | Olympische Spelen | WK Allround | WK Sprint | WK Junioren |
| ---- | ----------------- | ----------- | --------- | ----------- |
| 1973 |                   |             |           | NC19        |
| 1974 |                   | NC27        | 6e        | NC18        |
| 1975 |                   |             | 20e       |             |
| 1976 | 5e 500m · 1000m   |             | Brons     |             |
| 1977 |                   |             | Zilver    |             |
| 1978 |                   |             | 10e       |             |
| 1979 |                   |             | 4e        |             |
| 1980 | 5e 1000m          |             | 7e        |             |

NC# = niet gekwalificeerd voor de laatste afstand, maar wel als # geklasseerd in de eindrangschikking

### Medaillespiegel
| Kampioenschap     | Goud | Zilver | Brons |
| ----------------- | ---- | ------ | ----- |
| Olympische Spelen | 1    | 0      | 0     |
| WK Sprint         | 0    | 1      | 1     |

1976: Peter Mueller ·
1980: Eric Heiden ·
1984: Gaétan Boucher ·
1988: Nikolaj Goeljajev ·
1992: Olaf Zinke ·
1994: Dan Jansen ·
1998: Ids Postma ·
2002: Gerard van Velde ·
2006: Shani Davis ·
2010: Shani Davis ·
2014: Stefan Groothuis ·
2018: Kjeld Nuis ·
2022: Thomas Krol